# Nephaspis bicolor
Nephaspis bicolor är en skalbaggsart som beskrevs av Gordon 1982. Nephaspis bicolor ingår i släktet Nephaspis och familjen nyckelpigor. Inga underarter finns listade i Catalogue of Life.